# Elaenia chilensis
Az Elaenia chilensis a madarak osztályának verébalakúak (Passeriformes) rendjébe és a királygébicsfélék (Tyrannidae) családjába tartozó faj.

## Rendszerezése
A fajt Carl Eduard Hellmayr osztrák ornitológus írta le 1927-ben. Jelenlegi besorolása vitatott, egyes szervezetek szerint az fehérbóbitás elénia (Elaenia albiceps) alfaja Elaenia albiceps chilensis néven.

## Előfordulása
Argentína, Bolívia, Brazília és Chile területén honos. Természetes élőhelyei a mérsékelt övi erdők, szubtrópusi és trópusi erdők és cserjések, valamint kertek. Vonuló faj.

## Természetvédelmi helyzete
Az elterjedési területe bizonytalan. A Természetvédelmi Világszövetség Vörös listáján nem szerepel.